# Гай Мений
Гай Ме́ний (лат. Gaius Maenius; умер после 314 года до н. э.) — римский политический деятель и военачальник из плебейского рода Мениев, консул 338 года до н. э.

## Биография
В 338 до н. э. Гай Мений был избран консулом совместно с Луцием Фурием Камиллом. Оба консула были отправлены на захват Педа. Внезапно напав, Гай Мений разбил объединенную армию вольсков и латинов у реке Астуры. В том же году Гай Мений украсил ораторскую трибуну на форуме рострами с шести кораблей, захваченных у вольсков при Анциуме. Его коллега разбил тибуртинцев у Педа и завладел городом. После этого консулы совершили рейд по всему Лацию, приведя его к покорности. Вернувшись в Рим, они отпраздновали триумф. Также им была оказана высокая честь: на форуме были размещены их конные статуи. Колонна, на которой размещалась статуя Мения, скорее всего, находилась на Капитолии. У поздних авторов она получила название колонны Мения.
В 318 до н. э. Гай Мений был избран цензором вместе с Луцием Папирием Крассом. В этой должности он разрешил строительство балконов на зданиях вокруг форума с тем, чтобы жители этих домов получили возможность наблюдать за проходившими там играми. Эта галерея балконов, в честь Мения получившая название Мениана, часто упоминается у римских авторов.
В 314 до н. э. Гай Мений был назначен диктатором для расследования тайных заговоров среди капуанской знати. Начальником конницы он взял Марка Фослия Флакцинатора. По завершении дознания в Капуе Гай Мений стал инициировать судебные процессы против знатных римлян, по его мнению причастных к заговору. Последние в свою очередь обвинили Гая Мения и Марка Фослия в превышении полномочий, вследствие чего они оба оставили свои должности. К тому же их привлекли к суду, однако, несмотря на враждебные показания знати, они блестяще оправдались.